# José Viegas Filho
José Viegas Filho GOMM (Campo Grande, 14 de outubro de 1942) é um diplomata brasileiro. Foi ministro da Defesa durante o governo Lula.

## Biografia
Foi embaixador do Brasil na Dinamarca (1995-1998), no Peru (1998-2001) e na Rússia (2001-2002). Em 1993, Viegas foi condecorado pelo presidente Itamar Franco com a Ordem do Mérito Militar no grau de Grande-Oficial especial.
Foi Ministro da Defesa no Governo Lula em 2003 e 2004. Teve vários atritos com representantes das Forças Armadas. Apresentou seu pedido de renúncia ao Presidente da República devido a uma crise gerada por uma nota divulgada pelo Serviço de Comunicação Social do Exército, que fazia apologia do Regime Militar.
Em sua nota de renúncia ao cargo, José Viegas fez menção à incompatibiliade entre o pensamento autoritário fundado na Doutrina de Segurança Nacional e a plena vigência das instituições democráticas:
Em 2005, José Viegas Filho retomou a carreira diplomática como embaixador do Brasil na Espanha e em 2009 tornou-se embaixador do Brasil na Itália, cargo que ocupou até meados de 2012, quando se aposentou.
Viegas Filho foi chefe do Gabinete Integrado das Nações Unidas para a Consolidação da Paz na Guiné-Bissau (UNIOGBIS), além de representante especial da Organização das Nações Unidas (ONU) para a Guiné-Bissau entre 4 de maio de 2018 e 16 de maio de 2019.